# T.K.V. Desikachar
T.K.V. Desikachar (telugu: Tirumalai Krishnamacharya Venkata Desikachar)  (Mysore, 21 de juny de 1938 - Chennai, 8 d'agost de 2016) fou un influent professor de ioga fill, estudiant i continuador dels ensenyaments de Sri Krishnamacharya considerat el pare del ioga modern. El 1976 va fundar el Centre de Yoga Mandiram Krishnamacharya a Chennai. Va participar activament en el ressorgiment i la difusió del Hatha ioga a finals del segle xx i principis del segle xxi. El seu model d'ensenyament abastava un cercle més ampli de nocions sobre el ioga, evitant enfocar-se únicament amb la pràctica postural (asana).
TKV Desikachar va néixer a Mysore el 1938 i es va traslladar a Madras (actualment Chennai) a la dècada dels anys seixanta. S'havia format com a enginyer, però, inspirat per les ensenyances del seu pare, va abandonar la seva carrera d'enginyeria i es convertí en alumne del seu pare el 1960.
El 1976, juntament amb A. G. Mohan, un altre estudiant de Sri Krishnamacharya, va crear el Yoga Mandiram de Krishnamacharya (KYM) per transmetre les ensenyances del seu pare i mestre. El KYM acull un institut de pràctica i estudi a la regió de Chennai. Juntament amb el seu fill Kausthub Desikachar, TKV Desikachar va establir les bases terapèutiques i de la pràctica del ioga de Krishnamacharya fundant l'1 de gener de 2006 el Krishnamacharya Healing and Yoga Foundation.
Desikachar fou conegut per la seva capacitat de desmitificar els ensenyaments de ioga i també pel seu treball pioner en l'àrea de benestar i teràpia amb el ioga. Durant els seus trenta anys intensius d'estudi amb el seu mestre, va aprendre la pràctica i l'aplicació de totes les eines del ioga, incloent el cant, per tal d'ajudar a la gent de forma terapèutica, a viure la seva vida quotidiana de manera més productiva i evolucionant espiritualment. També va estudiar a fons moltes obres literàries, incloent Vishnu Sahsranama, Bhagavad Gita, Visnu Purana, Yoga Rahasya de Nathamuni, Ioga sutra de Patanjali, Yajnavalkya Samhita, Ioga Taravalli, Hatha yoga Pradipika. Aquest llarg període d'estudi és la raó per la qual l'ensenyament de Desikachar representava fidelment la tradició de les ensenyances del seu pare.
Basant-se en els ensenyaments del seu pare, Desikachar va desenvolupar la línia Viniyoga, un terme utilitzat en el Yoga Sutra de Patanjali. Aquest enfocament altament individualitzat adapta la pràctica a la condició física i mental específica de cada estudiant, l'estat emocional, l'edat, els antecedents culturals i els seus interessos. És completament holístic, amb tots els aspectes pràctics alineats completament amb la teoria del ioga, especialment dels Ioga Sutras de Patanjali. Actualment Desikachar s'ha anat distanciant d'aquesta línia que ell va crear.
TKV Desikachar va participar en nombroses convencions i conferències internacionals. Va escriure diversos llibres com ara The Heart of Yoga: Developing a Personal Practice o bé Health, Healing, and Beyond: Yoga and the Living Tradition of T. Krishnamacharya. Va realitzar una traducció del Yoga Sutra de Patanjali.